# Pericolo in agguato
(Leigh Michaels (Lauren Hutton) all'ignoto assassino)
Pericolo in agguato (Someone's Watching Me!), conosciuto anche con il titolo di Procedura ossessiva, è un film per la televisione del 1978 diretto da John Carpenter e con protagonista Lauren Hutton.

## Trama
Una giovane regista televisiva, Leigh Michaels, scopre di essere spiata da qualcuno; l'uomo la tiene sott'occhio quando si trova nel suo appartamento e le telefona in continuazione, terrorizzandola. La donna si rivolge quindi alla polizia, che però non la prende sul serio. Leigh decide allora di agire personalmente per liberarsi dell'uomo che la tiene sotto controllo.

## Produzione
Il film segna la prima collaborazione tra John Carpenter e Adrienne Barbeau: l'anno successivo alle riprese i due si sposarono e in seguito l'attrice apparve in altre produzioni del regista, tra cui Fog (1980) e 1997: Fuga da New York (1981); è inoltre presente, pur non fisicamente, ne La cosa (1982), dove l'attrice presta la sua voce per il computer della base.
Il film propone alcuni temi che sarebbero stati nuovamente esplorati dal regista nei suoi film successivi, tra cui uno stile registico molto simile a quello utilizzato in Halloween - La notte delle streghe (la cui pre-produzione ebbe inizio nello stesso anno), pur non caricando le tinte horror come in quest'ultima pellicola.

## Distribuzione
Per molto tempo questa pellicola è stata considerata alla stregua di un'opera "perduta" dai fan di Carpenter, a causa della sua difficile rintracciabilità sul mercato VHS o DVD. La Warner Bros. ne ha infine distribuito un'edizione ufficiale negli Stati Uniti il 27 settembre 2007. 
In Italia il film venne trasmesso in due parti, su Ra1, il 7 e l'8 novembre 1981, in fascia pomeridiana. È stato successivamente distribuito in DVD nel settembre 2010 su etichetta Cult Media.

## Remake
Il film ha avuto un remake: Qualcuno nella notte (2003)